# Mesorregión del Sudoeste Paraense
La mesorregión del Sudoeste Paraense es una de las seis mesorregiones del estado brasileño del Pará. Es formada por la unión de catorce municipios agrupados en dos microrregiones.
Es también la región menos poblada del Estado del Pará, donde se encuentra una considerable preservación de la vegetación nativa, con excepción de la línea de carreteras Transamazônica y Santarém-Cuiabá que facilitan la logística y la actividad maderera, siendo esas dos actividades las principales responsables por el crecimiento económico del área.

## Microrregiones
- Altamira
- Itaituba